# Hanjin Group
A Hanjin Group (hangul: 한진 그룹, handzsa: 韓進 그룹, RR: Hanjin Geurup) dél-koreai csebol, amely a légi közlekedési, hajózási és logisztikai szektorokban érdekelt. Központja Szöulban található. A vállalatot 1945. november 1-én alapították Hanjin Transportation Co. Ltd. néven, a koreai háború után az amerikai hadseregnek szállítmányozott. 1969-ben megvette a Korean Air Corporationt, amely a mai napig a legnagyobb leányvállalata.